# Karen McCombie
Karen Grace McCombie (* 28. August 1963 in Aberdeen) ist eine schottische Kinder- und Jugendbuchautorin. Sie ist für ihre Buchreihen mit den jeweils namensgebenden Heldinnen Stella und Abby bekannt. Bevor Karen McCombie zu schreiben begann, war sie Redakteurin für verschiedene Jugendmagazine. Sie lebt mit ihrem Mann und ihrer Tochter in London.

## Werke

### Abby-Reihe
1. Abbys wilde Welt (original: The Past The Present and the Loud, Loud Girl, erschienen 2001)
2. Abbys geheime Herzenswünsche (original: Dates, Double Dates and Big, Big Trouble, erschienen 2001)
3. Abbys haarsträubende Missgeschicke (original: Butterflies, Bullies and Bad, Bad Habits, erschienen 2001)
4. Abbys fabelhafter Zickenverein (original: Friends, Freak-outs and Very Secret Secrets)
5. Abbys himmlisches Herzknistern (original: Boys, Brothers and Jelly-Belly Dancing, erschienen 2002)
6. Abbys peinlichste Auftritte (original: Sisters, Super-creeps and Slushy, Gushy Love Songs)
7. Abbys filmreife Katastrophen (original: Parties, Predicaments and Undercover Pets)
- – (Original: Tattoos, Tell-tales and Terrible, Terrible Twins)
- – (Original: Mates, Mysteries and Pretty Weird Weirdness)
- – (Original: Daisy, Dad and the Huge, Small Surprise)
- – (Original: Rainbows, Rowan and True, True Romance)
- – (Original: Visitors, Vanishings and Va-Va-Va Voom)
- – (Original: Crushes, Cliques and the Cool, School Trip)
- – (Original: Hassles, Heart-pings!, and Sad, Happy Endings)
- – (Original: Sunshine, Sunburn And Not-So-Sweet-Nothings)
- – (Original: Angels, Arguments and a Furry, Merry Christmas)
- – (Original: A Guided Tour Of Ally's World)
- – (Original: My V. Groovy Ally’s World Journal)

### Stella-Reihe
- Stella und so weiter (Original: Frankie, Peaches and Me)
- Stella und der Junge vom Strand (Original: Sweet-Talking TJ)
- Stella und die Zicke von der Mädchenclique (Original:  Meet the Real World, Rachel)
- Stella und das Kopfüber-Mädchen (Original: Truly, Madly Megan)
- Stella und die Partyqueen (Original: Amber and the Hot Pepper Jelly)
- Stella und das Gothic-Girl (Original: Twist, Turns and 100% Tilda)
- Stella für immer und ewig (Original: Forever and Ever and Evie)